# Bahnhof Zutphen
Der Bahnhof Zutphen ist der größte Bahnhof der niederländischen Stadt Zutphen. Er ist zentraler Knotenpunkt im städtischen ÖPNV. Am Bahnhof verkehren nationale Regional- und Fernverkehrszüge. Der Bahnhof wird täglich von 10.763 Reisenden frequentiert.

## Geschichte
Nach der Eröffnung der Station im Jahre 1865 wurde Zutphen bald zu einem wichtigen Knotenbahnhof für nationale und internationale Zugverbindungen. Die Niederländische Staatsbahn richtete durchgehende Schnellzüge zwischen Amsterdam – Arnheim und Hannover ein. Diese Züge hielten alle in Zutphen. Anfang 1900 wurden jedoch neue Strecken eröffnet, über die die Schnellzüge nun verkehrten und Zutphen entwickelte sich mit der Zeit eher zu einer Regionaldrehscheibe.
Das erste Bahnhofsgebäude wurde 1944 durch einen Luftangriff auf einen im Bahnhof stehenden deutschen Munitionszug zerstört. Das heutige Gebäude erhielt der Bahnhof im Jahr 1952. Das Gebäude erhielt im Jahr 2007 die Auszeichnung als Rijksmonument.

## Streckenverbindungen
Folgende Linien bedienen den Bahnhof Zutphen im Jahresfahrplan 2022:
| Zugtyp             | Linienverlauf                                                                                              | Frequenz                                                                                          |
| ------------------ | --- | ------------------------------------------------------------------------------------------------- |
| Intercity          | Roosendaal – Breda – Tilburg – ’s-Hertogenbosch – Nijmegen – Arnhem Centraal – Zutphen – Deventer – Zwolle | halbstündlich                                                                                     |
| Sprinter           | (Wijchen –) Nijmegen – Arnhem Centraal – Zutphen                                                           | halbstündlich (abends und sonntags nicht nach Wijchen)                                            |
| Sneltrein (Arriva) | Apeldoorn – Zutphen – Winterswijk                                                                          | halbstündlich; fährt nur abends; fährt am Wochenende ganztägig zwischen Apeldoorn und Winterswijk |
| Stoptrein (Arriva) | Zutphen – Apeldoorn                                                                                        | halbstündlich                                                                                     |
| Stoptrein (Arriva) | Winterswijk – Zutphen                                                                                      | halbstündlich                                                                                     |
| Stoptrein (Keolis) | Zutphen – Hengelo – Oldenzaal                                                                              | halbstündlich                                                                                     |